# H' (họ)
H' là một họ trong tiếng Việt Nam. Đây là một họ của nữ giới các dân tộc thiểu số như Giẻ Triêng, Mảng và Ê Đê.

## Người nổi tiếng
- H'Hen Niê, hoa hậu Hoàn vũ Việt Nam
- H'Ăng Niê, á hậu siêu mẫu thế giới
- H'Drah Jan Kpă, hoàng hậu cuối cùng của Vương triều Chăm Pa